# Comisariado del Pueblo de Defensa de la URSS
El Comisariado del Pueblo para la Defensa de la Unión Soviética (en ruso: Народный комиссариат обороны СССР, romanizado: Narodny komissariat oborony Sovétskovo Soyúza SSSR, Narkomob) fue el departamento militar más alto de la Unión Soviética desde 1934 hasta 1946.

## Historia
En la década de 1920, la máxima autoridad militar de la República Federativa Socialista Soviética de Rusia / Unión Soviética era el Comisariado del Pueblo para Asuntos Militares y Navales.
El 20 de junio de 1934, el Comisariado del Pueblo para Asuntos Militares y Navales de la Unión Soviética se transformó en el Comisariado del Pueblo para la Defensa de la Unión Soviética. El 30 de diciembre de 1937, se asignó el Comisariado del Pueblo de la Armada de la Unión Soviética.
El 1 de febrero de 1944, en relación con la aprobación de la Ley de la Unión Soviética sobre la creación de formaciones militares de las repúblicas de la Unión, el Comisariado del Pueblo de Defensa de la Unión Soviética se transformó del Comisariado del Pueblo de toda la Unión en la Unión. -Republicano. La República Socialista Federativa Soviética de Rusia ha creado su propio Comisariado de Defensa del Pueblo.
El 25 de febrero de 1946, por decreto del Presídium del Consejo Supremo de la Unión Soviética, el Comisariado del Pueblo de Defensa de la Unión Soviética se fusionó con el Comisariado del Pueblo de la Armada de la Unión Soviética en una sola Unión-Comisariado del Pueblo Republicano de las Fuerzas Armadas de la Unión Soviética . Bajo este nombre, la autoridad central fue designada en documentos por menos de un mes, ya que de acuerdo con la Ley de la Unión Soviética del 15 de marzo de 1946 sobre la transformación de los Consejos de Comisarios Populares de la Unión Soviética y Repúblicas de la Unión en Consejos de Ministros, pasó a llamarse Ministerio de las Fuerzas Armadas de la Unión Soviética . El 25 de febrero de 1947, de acuerdo con las decisiones antes mencionadas, se realizaron enmiendas a la Constitución de la Unión Soviética.
El órgano de impresión del Comisariado del Pueblo para Asuntos Militares y Navales en la parte del Estado Mayor era la revista Asuntos Militares.
El órgano central del Comisariado Popular de Defensa de la Unión Soviética para educar al mando y personal de base del Ejército Rojo, promover las tareas de entrenamiento de combate y desarrollar el pensamiento militar avanzado fue el periódico Krásnaya zvezdá.

## Estructura
El Comisariado del Pueblo para la Defensa estaba organizado en los siguientes departamentos:
1. Estado Mayor del Ejército Rojo,
2. Dirección General de Propaganda Política del Ejército Rojo,
3. Dirección Principal de las Fuerzas Aéreas del Ejército Rojo,
4. Dirección Principal de Artillería del Ejército Rojo,
5. Dirección Principal Blindada del Ejército Rojo,
6. Dirección Principal de Ingeniería Militar del Ejército Rojo,
7. Departamento de intendencia principal del Ejército Rojo,
8. Departamento de entrenamiento de combate del Ejército Rojo,
9. Administración de Defensa Aérea del Ejército Rojo,
10. Oficina de Comunicaciones del Ejército Rojo,
11. Oficina de Defensa Química Militar del Ejército Rojo,
12. Administración de Suministro de Combustible del Ejército Rojo,
13. Gestión de instituciones de educación militar superior del Ejército Rojo,
14. Departamento de Instituciones Educativas Militares del Ejército Rojo,
15. Oficina del Ejército Rojo
16. Administración Sanitaria del Ejército Rojo,
17. Administración Veterinaria del Ejército Rojo,
18. Oficina del Comisario de Defensa del Pueblo,
19. Departamento de Finanzas del Comisario de Defensa del Pueblo.

## Lista de Comisarios del Pueblo
| N.º                                    | Comisario                              | Comisario                              | Partido                                | Partido                                | Periodo                                   | Gabinete                               |
| Comisariado del Pueblo para la Defensa | Comisariado del Pueblo para la Defensa | Comisariado del Pueblo para la Defensa | Comisariado del Pueblo para la Defensa | Comisariado del Pueblo para la Defensa | Comisariado del Pueblo para la Defensa    | Comisariado del Pueblo para la Defensa |
| -------------------------------------- | -------------------------------------- | -------------------------------------- | -------------------------------------- | -------------------------------------- | ----------------------------------------- | -------------------------------------- |
| 1                                      |                                        | Kliment Voroshílov (1881–1969)         |                                        | Partido Comunista                      | 20 de julio de 1934-7 de mayo de 1940     | Mólotov I–II–III–IV                    |
| 2                                      |                                        | Semión Timoshenko (1895-1970)          |                                        | Partido Comunista                      | 7 de mayo de 1940-19 de julio de 1941     | Mólotov IV Stalin I                    |
| 3                                      |                                        | Iósif Stalin (1878-1953)               |                                        | Partido Comunista                      | 19 de julio de 1941-25 de febrero de 1946 | Stalin I                               |